# Ain't Got No, I Got Life
"Ain't got no / I got life" es un sencillo de 1968 de la pianista, cantante y compositora Nina Simone, de su álbum 'Nuff Said «Basta de charla». Es un popurrí de dos canciones, "Ain't got no" y "I got life", del musical Hair, con letra de James Rado y Gerome Ragni y música de Galt MacDermot. La canción ascendió al 2.º puesto en el Reino Unido y al 1.º en los Países Bajos. También apareció en el ranking Billboard Hot 100, con el puesto 94. La canción ayudó a Simone a ganar popularidad ante una nueva y más joven audiencia, volviéndose un estándar en su repertorio.

## Diferencias entre másteres; mezclas alternativas
Ain't got no / I got life fue grabada en dos versiones:
- La versión 1 comienza con un hook de piano repetido, y es una pieza de jazz ejecutada suavemente.
- La versión 2 comienza con riff de guitarra y metales, y tiene un fuerte pulso de rock.

Ambas versiones aparecieron en campañas publicitarias modernas, la primera algunos años más tarde que la segunda. A diferencia del sencillo, la versión de álbum tiene aplausos del concierto de Simone en el Festival de Música de Westbury agregados sobre el principio y el final, y baterías adicionales sobregrabadas; además hacia el fin de la canción, la voz está duplicada.
Un remix de la canción hecho por Groovefinder aparece en Remixed y Reimagined, un álbum del 2006 de remixes de las canciones de Simone. El remix llegó al puesto 30 en el Reino Unido y permaneció en el ranking durante 16 semanas. En Irlanda ascendió hasta el puesto 9 y permaneció en las listas por 15 semanas.
En 2010, una investigación realizada por PRS for Music reveló que la canción fue la segunda más interpretada en la publicidad televisiva del Reino Unido debido a su uso en los anuncios de yogur Müller.
Ain't Got No, I Got Life fue incluida en el libro 1001 Canciones Que Debes Oír Antes de Morir.

## Rankings
| Ranking (1968)              | Posición |
| --------------------------- | -------- |
| Países Bajos (Dutch Top 48) | 2        |
| UK Singles (OCC)            | 3        |
| EE. UU. (Billboard Hot 100) | 94       |